# Eva Grübl
Eva Grübl (* 1971 in Wien) ist eine österreichische Autorin, die auch unter dem Doppelnamen Eva Grübl-Widmann publiziert.

## Biografie
Grübl besuchte von 1991 bis 1994 die Pädagogische Akademie in Linz. 1997 begann sie ein Zusatzstudium zur Gehörlosenpädagogin, das sie 1999 abschloss.
Von 2002  bis 2009 lebte Grübl in Stockholm und Mailand, wo sie an den Deutschen Auslandsschulen unterrichtete.
Grübl ist verheiratet, hat eine Tochter und einen Sohn und lebt heute in Leonding. Sie unterrichtet am Landesschulzentrum für Hör- und Sehbildung in Linz.

## Publikationen
2010 begann Eva Grübl pädagogische Literatur zu schreiben, die sich hauptsächlich mit dem Vereinfachen der deutschen Sprache für Kinder mit Hörbeeinträchtigung und Kinder nicht deutscher Muttersprache befasst.
2018 debütierte Eva Grübl als Belletristikautorin unter dem Doppelnamen Eva Grübl-Widmann mit ihrem historischen Familienroman „Das Bernsteincollier“ beim Lübbe-Verlag (beHeartbeat). Es folgten zwei weitere historische Romane bei Lübbe: Zeit der Dornen und Das Geheimnis des Schärengartens.
2022 erschien Eva Grübls erste Romanbiographie über Bertha von Suttner, „Botschafterin des Friedens“, beim Piper-Verlag.

## Auszeichnungen
Eva Grübl wurde im Oktober 2023 in Ingolstadt der bronzene Homer-Literaturpreis für ihre Romanbiographie „Botschafterin des Friedens“ verliehen.

## Belletristische Werke
- Das Bernsteincollier. beHeartbeat/Lübbe, 2018, ISBN 978-3-7413-0192-6.
- Zeit der Dornen. beHeartbeat/Lübbe, 2020, ISBN 978-3-7325-8528-1.
- Das Geheimnis des Schärengartens. beHeartbeat/Lübbe, 2021, ISBN 978-3-7517-0885-2.
- Botschafterin des Friedens : Bertha von Suttner. Piper, 2022, ISBN 978-3-492-06286-2.

## Pädagogische Bücher
- 3malig, Cornelsen Verlag, 2010
- Leselernprofi kompakt 1-4, Lemberger Bildungsverlag